# Directeur-generaal
Een directeur-generaal (mv. directeuren-generaal) is een directeur die aan het hoofd staat van een ambtelijk of van een anderszins publiek (bijvoorbeeld van de Verenigde Naties) directoraat.

## Nederland
In Nederland zijn de directeuren-generaal onder de secretaris-generaal de hoogste ambtenaren op een ministerie. Onder hen ressorteren vaak verschillende directeuren, die elk een tot het betreffende directoraat-generaal behorende directie (of dienst) besturen. Zo kent het ministerie van Onderwijs, Cultuur en Wetenschap een directoraat-generaal Cultuur en Media, met aan het hoofd een directeur-generaal. De Rijksdienst voor het Cultureel Erfgoed is een van de directoraten (dienst onder een directeur) die daar onderdeel van vormt.  
Een directeur generaal valt onder de Topmanagementgroep van de algemene bestuursdienst. De functie kent geen vast contract, maar heeft een termijn van maximaal 7 jaar, die kan worden verlengd met 2 jaar. Uitgangspunt van de rijksoverheid is dat een contract voor minimaal 4 jaar wordt aangegaan.   
Een voorgedragen directeur generaal wordt tijdens de sollicitatie procedure gescreend door de AIVD . Daarnaast moet de ministeraad instemmen met de voordracht alvorens de voorgedragen persoon wordt bevestigd.  
De salarisschaal van een directeur generaal valt in schaal 19 uit de tabel van het CAO voor rijksambtenaren. Per 1 januari 2024 bedraagt het salaris van een directeur generaal daarmee tussen de € 9024,04 en € 11.821,18, afhankelijk van de bestuurservaring van de ambtenaar. 

## Europese Unie
Elk beleidsdomein van de Europese Commissie wordt administratief begeleid door een directoraat-generaal, onder leiding van een directeur-generaal, die onder toezicht staat van de Secretaris-generaal van de Europese Commissie, en  verantwoording verschuldigd is aan de betrokken EU-commissaris.  